# Миклуха Микола Ілліч
Мико́ла Іллі́ч Миклу́ха (1818—1858) — інженер шляхів Російської імперії українського походження. Один із керівників будівництва Миколаївської залізниці між Санкт-Петербургом та Москвою. Начальник Миколаївського залізничного вокзалу в Санкт-Петербурзі. Батько мандрівника Миколи Миклухо-Маклая. Походив з козацького роду Миклух.

## Життєпис
Народився 1818 року в Стародубі Чернігівської губернії в родині українського дворянина, учасника російсько-французької війни Іллі Захаровича Миклухи, що помер 1822 року.
Навчався в Ніжинській гімназії вищих наук, з 1832 перетворену в Ніжинський ліцей, який закінчив 1835 року. Протягом навчання заробляв на життя, даючи приватні уроки. Для подальшого навчання вирішив переїхати до столиці імперії, Санкт-Петербурга, де йому спершу довелося перебувати в злиднях. За деякою інформацією, через бідність родини Миклусі довелося йти до Санкт-Петербурга пішки. Випадково познайомившись з молодим поетом Олексієм Толстим, що зростав в Україні, Миклуха зміг вступити до Інституту Корпусу інженерів шляхів сполучення, який закінчив 1840 року другим за успішністю серед тогорічних випускників.
Першим проєктом, який розробив Миклуха, стало сполучення двох найважливіших водних артерій Росії — Волги та Москви. Надалі Миклуха керував будівництвом Миколаївської залізниці, що сполучала Москву та Санкт-Петербург, на кількох ділянках у Новгородській губернії, які вважалися найважчими для прокладання шляхів. Зокрема, під його керівництвом зводили лінії Вишній Волочок — Твер, Санкт-Петербург — Чудово — Мста, Санкт-Петербург — Колпіно, колію до Олександрівського заводу. По завершенню будівництва 1851 року призначений начальником Миколаївського залізничного вокзалу Санкт-Петербурга — головної залізничної станції в імперії.
1856 року Миклуха надіслав українському поетові Тарасу Шевченку в заслання 150 рублів, за що був звільнений з посади. Проти Миклухи розпочали слідство.
Помер у грудні 1857 року (за іншими даними, в січні 1858) від сухот. Похований на Волковському православному кладовищі. 1938 року перепохований на Літераторських мостках.

## Сім'я
1844 року одружився з Катериною Семенівною Беккер, що мала німецько-польське коріння. У шлюбі народилося п'ятеро дітей:
- Сергій (1845—1895) — юрист, в 1886—1894 роках мировий суддя міста Малин Радомисльського повіту Київської губернії;
- Микола (1846—1888) — видатний мандрівник, антрополог, етнограф, географ, дослідник народів Південно-Східної Азії, Австралії й Океанії;
- Ольга (1849—1881) — займалася художнім розписом по порцеляні. Цивільна дружина Георгія Штендмана, померла при народженні сина Михайла[8];
- Володимир (1853—1905) — офіцер Російського імператорського флоту, загинув у Цусімській битві;
- Михайло (1856—1927) — геолог, народоволець[5].

Разом з родиною Миклуха проживав на різних місцях поблизу будівництва залізниці Санкт-Петербург — Москва. Згодом основним житлом для родини стало приміщення на другому поверсі Миколаївського залізничного вокзалу Санкт-Петербурга.
У родині Миколи Миклухи вільно володіли українською мовою, цінували українську культуру, зокрема читали твори Тараса Шевченка. На робочому столі Миклухи стояв мальований портрет художнього героя Тараса Бульби.